# Maslenjača
Maslenjača is een plaats in de gemeente Đulovac in de Kroatische provincie Bjelovar-Bilogora. De plaats telt 212 inwoners (2001).